# 薩福角
54°14′S 36°28′W / 54.233°S 36.467°W
薩福角（英語：Sappho Point）是南極洲的海岬，位於南喬治亞島，昆伯蘭灣入口處的西部，在1775年由英國探險家詹姆斯·庫克率領的探險隊發現，以繪畫昆伯蘭灣地圖的船隻薩福號命名。